# السياحي
تقع قرية السيّاحي في جنوب غرب ولاية إزكي في المنطقة الداخلية بـسلطنة عمان، حيث تعتبر قديماً رمزًا للقوة الدفاعية والتحصينية على مستوى الولاية، تشتهر السيّاحي قديمًا بالزراعة الموسمية من مختلف أنواع الخضروات والفواكة والنخيل، حيث أنها تشتهر بكثر الآبار المائية فيها لما لها من مخزون جوفي جيد، وكذلك تشتهر بجامعها القديم الشامخ إلى يومنا هذا، تخرج من هذا القرية قديمًا عدة مشايخ وعلماء، منهم: الشيخ / سلام بن حميّد العامري، حيث أنه كان رمزًا للعلم والحكمة في ذلك الوقت، وكذلك كانت تشتهر قديمًا بقوتها العسكرية وتحصيناتها الدفاعية، حيث كانت تعتبر من أعتى وأقوى قرى بلدان العوامر وذلك لوجود الأبراج وسورها المرتفع الذي يحيط بالقرية أما في الوقت الحاضر فقد نعمت البلاد أجمع بخيرات السلطان قابوس بن سعيد آل سعيد من رصف للطرقات وتطوير للمنطقة أجمع.